# Kip Carpenter
Kip Carpenter né le 30 avril 1979 à Kalamazoo est un ancien patineur de vitesse américain.

## Biographie

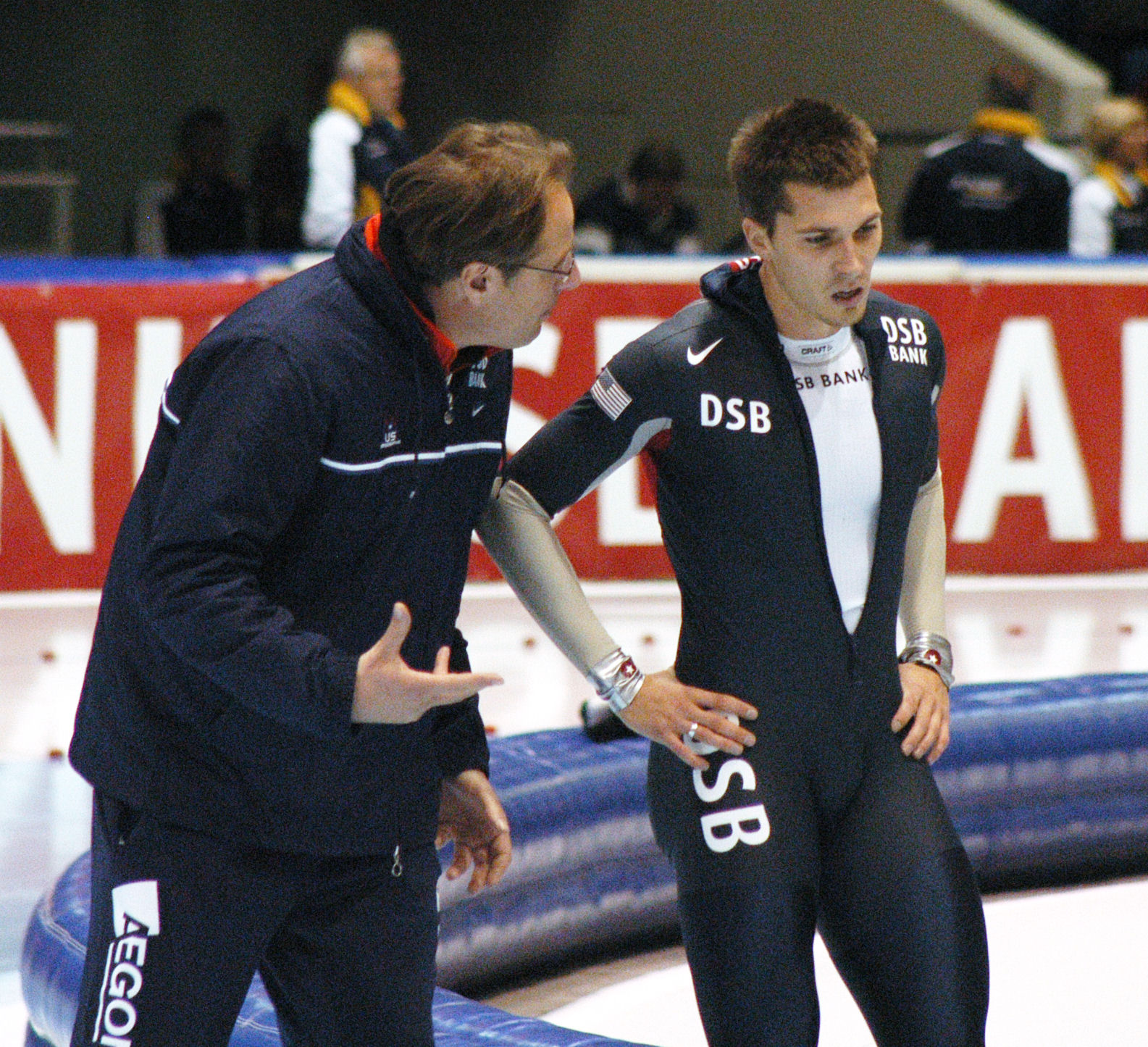
Kip Carpenter avec son entraîneur Jac Orie en 2007

Il est spécialiste des courtes distances (500 et 1 000 m). Carpenter a participé à deux éditions des Jeux olympiques d'hiver en 2002 et 2006, et a remporté la médaille de bronze du 500 m remporté par son compatriote Casey FitzRandolph aux Jeux de Salt Lake City en 2002 et finit quatrième du 1 000 m par la même occasion. Après sa carrière sportive achevée en 2008, il est devenu entraîneur de patinage de vitesse à Milwaukee.

## Palmarès
- Jeux olympiques d'hiver
  - Salt lake City 2002 :  Médaille de bronze au 500 m

- Coupe du monde
  - 5 podiums individuels.

## Records personnels
| Épreuve | Temps         | Date |
| ------- | ------------- | ---- |
| 500 m   | 34 s 67       | 2007 |
| 1 000 m | 1 min 07 s 89 | 2002 |
| 1 500 m | 1 min 50 s 48 | 2007 |
| 3 000 m | 4 min 55 s 29 | 1994 |